# Wrightoporia cylindrospora
Wrightoporia cylindrospora är en svampart som beskrevs av Ryvarden 1982. Wrightoporia cylindrospora ingår i släktet Wrightoporia och familjen Bondarzewiaceae.   Inga underarter finns listade i Catalogue of Life.